# アーメド・アブダラ
アーメド・アブダラ・アブデルマン（アラビア語: أحمد عبد الله عبد الرحمن, Ahmed Abdallah Abderemane、1919年6月12日 - 1989年11月26日）は、コモロの政治家。同国の初代及び第三代大統領を務めた。

## 来歴
アブダラはアンジュアン島ドモニに生まれ、1940年代に当時フランス領だったコモロの政府に勤めた。
1961年、コモロ独立連合党を結成して、同年成立したコモロ自治政府の首班となった。1972年、選挙で勝利したアブダラはフランスと独立交渉を開始し、1975年7月6日、コモロは独立。アブダラは初代大統領に就任した。しかし、独立以前からの各島対立がすぐに表面化、1975年8月3日、独立から一ヶ月もしないうちにアリ・ソイリによるクーデターが勃発、アブダラは出身地・アンジュアン島に逃れた。ソイリは傭兵ボブ・ディナールを雇ってアブダラを襲い、軟禁したあとフランス大使としてパリに追放した。
しかし、クーデター政権が安定しないのを見て取ったアブダラは、ディナールと接近。1978年、逆にアブダラに雇われたディナールがソイリを襲って殺害。帰還したアブダラは1978年5月23日、再度国家元首の座に復帰すると新憲法を採択し「コモロ・イスラム連邦共和国」と国号を変更。同年10月3日には共に国家元首を務めていたモハメド・アーメドを追放して権力を独占すると、独裁色とともにイスラム色を強めていった。
1982年、コモロ独立連合党を解散してコモロ進歩党を結成、唯一の合法政党とした。一方、経済に対しては無策であり、またクーデターに関与した傭兵たちに与えた利権が既得権益としてそのまま国にのしかかってきていた。これに対し国内の不満は高まり、1983年11月、1985年3月、1987年11月、三回のクーデターが計画された。これらはすべて失敗に終わったものの、国内の不満は高まる一方であった。傭兵たちは軍事及び経済の実権を握り、さらに多くのものを求めて、アブダラと深刻に対立した。
1989年11月26日、ボブ・ディナールの配下の大統領警護隊員によりクーデターが起こされ、アブダラは殺害された。